# Krsto Radić
Krsto Radić (Bogomolje, Hvar, 8 de agosto de 1897-Barrio Vucetich, Buenos Aires, 8 de agosto de 1984), era sacerdote católico croata, franciscano y misionero en Argentina.

## Biografía
Nació en 1897 en la isla de Hvar. Tenía cuatro hermanos y dos hermanas. 
Fue ordenado sacerdote en Makarska en 1921, donde también celebró una misa para jóvenes. También vivió algún tiempo en Viena. Estudió teología oriental en Roma.
Pertenecía a la Provincia Franciscana del Santo Redentor con sede en Split. Fue asistente parroquial y párroco en varias parroquias, en Imotski, Runovići y Tučepi.
Después de la Segunda Guerra Mundial llegó a Argentina y al cabo de un tiempo se instaló en Roosevelt, no lejos de Buenos Aires. Gracias a sus esfuerzos, un barrio recibió el nombre de Juan Vucetich (Barrio Vucetich).
Hizo construir una capilla dedicada a Nuestra Señora de Bistrica cerca de Buenos Aires, junto con una residencia y un salón religioso. Hoy, los monjes de la congregación Lumen Dei realizan servicio pastoral en esa zona.